# 馬努希夫卡
51°15′5″N 34°9′42″E / 51.25139°N 34.16167°E
馬努希夫卡（烏克蘭語：Манухівка）是位於烏克蘭東北部的村莊，隸屬蘇梅州科諾托普區的新斯洛博達市鎮。該村處於謝伊姆河右岸，分別距離伊萬尼夫卡2公里和博亞羅-列扎奇2.5公里，海拔高度136米，2001年人口420。